# Elmer S. Riggs
Elmer S. Riggs, all'anagrafe Elmer Samuel Riggs (Trafalgar, 23 gennaio 1869 – Sedan, 25 marzo 1963), è stato un paleontologo statunitense.
È noto per aver collaborato presso il Field Museum di Chicago, Illinois.

## Biografia

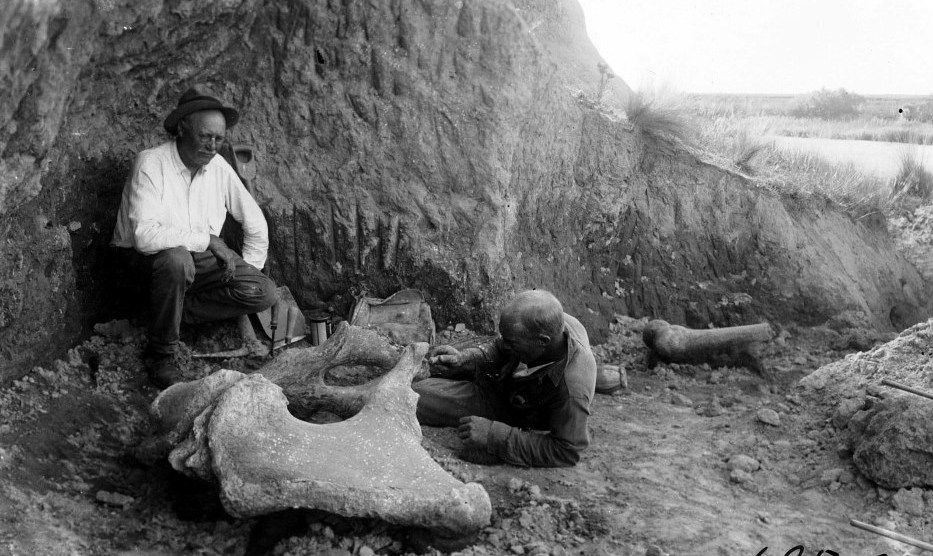
Riggs (a sinistra) e Robert C. Thorne (a destra) durante il rinvenimento di un Mastodonte sudamericano, Argentina, 1926.

Nacque a Trafalgar, Indiana; si trasferì con la famiglia nel Kansas in giovane età. Conseguì la laurea e ed il master presso l'Università del Kansas e poi ha lavorò al Museo americano di storia naturale. Nel maggio 1898 entra a far parte del personale del Field Museum; sebbene fosse uno specialista di mammiferi fossili, il Field Museum lo assunse per l'esposizione parziale di dinosauri.
Nell'estate del 1898 iniziò a raccogliere fossili nei letti fossiliferi dell'Oligocene nel White River, nel Dakota del Sud e nel Nebraska. Riggs dimostrò un accurato lavoro sul campo a capo delle varie spedizioni. Condusse la sua prima spedizione per conto del Field Museum nel 1899, lavorando presso la Formazione Morrison, Wyoming e Colorado. Il 4 luglio 1900, Riggs e il suo assistente William Menke, trovarono il primo scheletro della specie Brachiosaurus altithorax, presso Grand Junction, Colorado. Alla fine della stagione del 1900, Riggs ritrovò un esemplare di Apatosaurus vicino a Fruita (Colorado), a pochi chilometri dal sito di rinvenimento dell'esemplare di Brachiosaurus, messo in esposizione al Field Museum nel 1908. Da questi esemplari presentò prove che Apatosaurus e Brontosaurus erano il medesimo genere. Ritenne inoltre che i sauropodi fossero animali terrestri, in base alla loro struttura (teoria in seguito riportata in auge da Robert Bakker, nel 1970).
In seguito a queste scoperte, Riggs tornò sullo studio dei mammiferi fossili e lavorò su tutta la parte occidentale degli Stati Uniti e in Sud America, fino al 1931. La sua collezione di mammiferi fossili argentini e boliviani sono la sua eredità più grande e ancora oggi sono intensamente studiati. Una scoperta particolarmente significativa è stata quella di un marsupiale dai denti a sciabola, Thylacosmilus, rinvenuto nelle rocce del tardo Miocene, in Argentina nel 1927. Venne nominato curatore del Field Museum e rimase a lavorare per il museo (anche come docente) fino al 1942.
Morì il 25 marzo 1963, a Sedan, Kansas, all'età di 94 anni; venne sepolto nel cimitero di Oak Hill a Lawrence, Kansas.